# أبو ظبي مول
أبوظبي مول أو مركز أبوظبي هو مركز تسوق في مدينة أبوظبي يضم أكثر من 220 متجرا، بما في ذلك مجمّعًا سينمائيًا ومحلات السوبر ماركت وهايبر ماركت كبير "جمعية أبوظبي التعاونية"، فضلا عن قاعة طعام كبيرة. بالإضافة إلى ذلك يضم المركز 40 مطعمًا للوجبات العالمية التي تنتشر في جميع أنحاء المركز التجاري المتعدد الطوابق.
في يناير 2017 ، صنفته فوربس كأحد أفضل مراكز التسوق في أبو ظبي.

## سماته
تم افتتاح أبوظبي مول رسميا 15 أبريل 2001، ويغطي مساحة إجمالية قدرها 200,000 متر مربع، وهي مملوكة من قبل مركز أبوظبي التجاري، تعود ملكيتها إلى الشيخ سرور بن محمد آل نهيان.